# The In Sound From Way Out!
The In Sound From Way Out! – album kompilacyjny zawierające instrumentalne utwory hip-hopowego zespołu Beastie Boys wydany w 1996 roku.

## Twórcy
- Michael Diamond - perkusja
- Adam Horovitz - gitara elektryczna
- Adam Yauch - gitara basowa
- Mark Nishita - instrumenty klawiszowe
- Eric Bobo - instrumenty perkusyjne
- Eugene Gore - skrzypce
- Mario Caldato Jr. - produkcja

## Lista utworów
1. "Groove Holmes" – 2:33
2. "Sabrosa" – 3:30
3. "Namaste" – 3:59
4. "Pow!" – 2:13
5. "Son of Neckbone" – 3:22
6. "In 3's" – 2:22
7. "Eugene's Lament" – 2:13
8. "Bobo on the Corner" – 1:13
9. "Shambala" – 3:41
10. "Lighten Up" – 2:46
11. "Ricky's Theme" – 3:44
12. "Transitions" – 2:32
13. "Drinkin' Wine" – 4:4

## Wydania
- Japońskie wydanie zawiera dodatkowo cztery utwory: po dwa remiksy utworów "Get Together" i "Sure Shot".